# Eoacemyia errans
Eoacemyia errans är en tvåvingeart som först beskrevs av Christian Rudolph Wilhelm Wiedemann 1824.  Eoacemyia errans ingår i släktet Eoacemyia och familjen parasitflugor. Inga underarter finns listade i Catalogue of Life.